# Paul Louis Gaultier de Kervéguen
Pour les articles homonymes, voir Gaultier et Kerveguen.
 (juillet 2019).
Si vous disposez d'ouvrages ou d'articles de référence ou si vous connaissez des sites web de qualité traitant du thème abordé ici, merci de compléter l'article en donnant les références utiles à sa vérifiabilité et en les liant à la section « Notes et références ».
Paul Louis Gaultier de Kervéguen, né le 22 mars 1737 à Brest (Finistère) et mort le 3 mai 1814 à Paris, est un général français de la Révolution et de l’Empire.

## États de service
Élève ingénieur de la marine, il fut employé aux travaux du port de Rochefort et aux fortifications de l'île d'Aix jusqu'en 1762.
Embarqué à Brest en 1763 pour l'expédition de Rio de Janeiro, il passa à Saint-Domingue l'année suivante et devint aide-de-camp du comte d'Estaing.
En 1763, le gouvernement l'attacha comme ingénieur-géographe militaire à la légion dite « de Saint-Victor ».
Rentré en France en 1768, il reçut l'ordre de se rendre en Corse. Il y obtint, le 18 novembre 1769, le brevet de capitaine d'infanterie, et fut chargé en 1778 de la carte topographique des côtes de l'Océan, jusqu'au 13 avril de cette année.
Envoyé en Amérique avec le titre de maréchal-général-des-logis des troupes de débarquement, il se trouva à l'attaque du fort Sainte-Lucie en 1779, et à l'assaut du fort de l'île de la Grenade, fut blessé d'un coup de feu à la cuisse, et devint la même année chevalier de Saint-Louis.
De retour sur le continent à la fin de cette campagne, et nommé lieutenant-colonel le 20 décembre 1779, il continua de diriger la carte topographique des côtes de l'Océan jusqu'en 1785, et en 1786 on l'admit dans l'Ordre de Cincinnatus.
Promu le 15 novembre 1791 au grade d'adjudant-général colonel, il devint chef d'état-major général à l'armée des Pyrénées occidentales.
Général de brigade le 8 mars 1793, il passa l'année suivante à l'armée d'Italie avec les mêmes fonctions, et établit un rapport sur le combat de Gilette. Reçut du représentant du peuple attaché à cette armée le 7 ventôse an II (le 25 février 1794), le brevet de général de division, et fut confirmé dans ce grade le 25 prairial an III.
De l'an VI à l'an VIII, il eut l'inspection générale de l'infanterie de l'armée d'Italie, et il commanda par intérim cette armée pendant les premiers mois de l'an VII.
Inspecteur en chef aux revues le 18 pluviôse, membre de la Légion d'honneur le 4 germinal an XII, officier de l'Ordre le 27 nivôse an XIII, et électeur dans le département de la Seine, il obtint sa retraite le 6 juin 1807.
Il est mort à Paris le 3 mai 1814.